# Chiloschista usneoides
Chiloschista usneoides,  es una especie de orquídea  nativa de Asia donde se distribuye desde el Himalaya a Malasia.

## Descripción
Es una orquídea epifita de pequeño tamaño, sin hojas, que se encuentra en el Himalaya occidental y oriental, en Nepal, Bután, Sikkim y Tailandia en elevaciones de 1600 a 1700 metros, casi sin hojas, que prefiere el clima cálido, epifita o litofita con muchas largas y retorcidas raíces y flores. Florece en el verano en una erecta inflorescencia, pubescente, flexuosa, de 5.5 a 11 cm de largo, en forma de racimo con unas pocas flores fragantes.

## Taxonomía
Chiloschista usneoides fue descrita por (D.Don) Lindl. y publicado en Edwards's Botanical Register 18: , sub t. 1522. 1832.
Etimología
Chiloschista: nombre genérico que proviene de las palabras griegas cheilos = "labio" y schistos = "divididos, partidos", lo que indica una profunda hendidura en el labio de la flor.
usneoides: epíteto
Sinonimia
- Epidendrum usneoides D.Don basónimo
- Sarcochilus usneoides (D.Don) Rchb.f.
- Thrixspermum usneoides (D.Don) Rchb.f[4]